# Lijst van voetbalinterlands Papoea-Nieuw-Guinea - Salomonseilanden
Deze lijst van voetbalinterlands is een overzicht van alle officiële voetbalwedstrijden tussen de nationale teams van Papoea-Nieuw-Guinea en de Salomonseilanden. De landen hebben tot op heden 21 keer tegen elkaar gespeeld. De eerste ontmoeting was een wedstrijd tijdens de  Melanesië Cup 1989 op 3 november 1989 in Suva (Fiji). Het laatste duel, een groepswedstrijd tijdens de Melanesië Cup 2024, vond plaats op 18 december 2024 in Honiara.

## Wedstrijden
| №  | Plaats       | Datum             | Competitie                  | Wedstrijd                              | Uitslag |
| -- | ------------ | ----------------- | --------------------------- | -------------------------------------- | ------- |
| 1  | Suva         | 3 november 1989   | Melanesië Cup 1989          | Papoea-Nieuw-Guinea − Salomonseilanden | 0 − 0   |
| 2  | Port Vila    | 6 november 1990   | Melanesië Cup 1990          | Salomonseilanden − Papoea-Nieuw-Guinea | 1 − 0   |
| 3  | Lae          | 9 september 1991  | Zuid-Pacifische Spelen 1991 | Papoea-Nieuw-Guinea − Salomonseilanden | 0 − 0   |
| 4  | Honiara      | 5 juli 1992       | Melanesië Cup 1994          | Salomonseilanden − Papoea-Nieuw-Guinea | 2 − 0   |
| 5  | Lae          | 16 september 1996 | WK 1998 kwalificatie        | Papoea-Nieuw-Guinea − Salomonseilanden | 1 − 1   |
| 6  | Luganville   | 5 september 1998  | Melanesië Cup 1998          | Papoea-Nieuw-Guinea − Salomonseilanden | 1 − 3   |
| 7  | Honiara      | 19 september 1998 | Vriendschappelijk           | Salomonseilanden − Papoea-Nieuw-Guinea | 2 − 1   |
| 8  | Suva         | 13 april 2000     | Melanesië Cup 2000          | Salomonseilanden − Papoea-Nieuw-Guinea | 4 − 2   |
| 9  | Auckland     | 5 juli 2002       | OFC Nations Cup 2002        | Papoea-Nieuw-Guinea − Salomonseilanden | 0 − 0   |
| 10 | Port Moresby | 14 juni 2003      | Vriendschappelijk           | Papoea-Nieuw-Guinea − Salomonseilanden | 3 − 5   |
| 11 | Honiara      | 13 juli 2007      | Vriendschappelijk           | Salomonseilanden − Papoea-Nieuw-Guinea | 2 − 1   |
| 12 | Honiara      | 2 juni 2012       | OFC Nations Cup 2012        | Salomonseilanden − Papoea-Nieuw-Guinea | 1 − 0   |
| 13 | Honiara      | 24 maart 2016     | Vriendschappelijk           | Salomonseilanden − Papoea-Nieuw-Guinea | 2 − 0   |
| 14 | Honiara      | 27 maart 2016     | Vriendschappelijk           | Salomonseilanden − Papoea-Nieuw-Guinea | 1 − 2   |
| 15 | Port Moresby | 8 juni 2016       | WK 2018 kwalificatie        | Papoea-Nieuw-Guinea − Salomonseilanden | 2 − 1   |
| 16 | Honiara      | 9 juni 2017       | WK 2018 kwalificatie        | Salomonseilanden − Papoea-Nieuw-Guinea | 3 − 2   |
| 17 | Port Moresby | 13 juni 2017      | WK 2018 kwalificatie        | Papoea-Nieuw-Guinea − Salomonseilanden | 1 − 2   |
| 18 | Doha         | 27 maart 2022     | WK 2022 kwalificatie        | Salomonseilanden − Papoea-Nieuw-Guinea | 3 − 2   |
| 19 | Nouméa       | 8 oktober 2023    | Melanesië Cup 2023          | Papoea-Nieuw-Guinea − Salomonseilanden | 1 − 3   |
| 20 | Port Moresby | 17 november 2024  | WK 2026 kwalificatie        | Papoea-Nieuw-Guinea − Salomonseilanden | 1 − 2   |
| 21 | Honiara      | 18 december 2024  | Melanesië Cup 2024          | Salomonseilanden − Papoea-Nieuw-Guinea | 2 − 3   |

## Samenvatting
| Competitie             | Totaal gespeeld | Winst Pap.-Nw-Guin. | Gelijk | Winst Salomonseil. | Doelsaldo Pap.-Nw-Guin. – Salomonseil. |
| ---------------------- | --------------- | ------------------- | ------ | ------------------ | -------------------------------------- |
| WK-kwalificatie        | 6               | 1                   | 1      | 4                  | 9 − 12                                 |
| OFC Nations Cup        | 2               | 0                   | 1      | 1                  | 0 − 1                                  |
| Melanesië Cup          | 7               | 1                   | 1      | 5                  | 7 − 15                                 |
| Zuid-Pacifische Spelen | 1               | 0                   | 1      | 0                  | 0 − 0                                  |
| Vriendschappelijk      | 5               | 1                   | 0      | 4                  | 7 − 12                                 |
| Totaal                 | 21              | 3                   | 4      | 14                 | 23 − 40                                |

PNGFA · 
A-internationals · 
Vrouwenelftal van Papoea-Nieuw-Guinea
1969 – 1979 · 
1980 – 1989 · 
1990 – 1999 · 
2000 – 2009 · 
2010 – 2019 ·
2020 − 2029
Amerikaans-Samoa ·
Australië ·
Centraal-Afrikaanse Republiek ·
China ·
Cookeilanden ·
Fiji ·
Filipijnen ·
Indonesië ·
Iran ·
Liberia ·
Maleisië ·
Nieuw-Caledonië ·
Nieuw-Zeeland ·
Salomonseilanden ·
Samoa ·
Singapore ·
Sri Lanka ·
Tahiti ·
Thailand ·
Tonga ·
Vanuatu
SIFF · 
Salomonseilands vrouwenelftal
Interlands
Tegenstander:
Amerikaans-Samoa ·
Australië ·
Cookeilanden ·
Fiji ·
Guam ·
Hongkong ·
Macau ·
Maleisië ·
Nieuw-Caledonië ·
Nieuw-Zeeland ·
Papoea-Nieuw-Guinea ·
Samoa ·
Singapore ·
Taiwan ·
Tahiti ·
Tonga ·
Vanuatu